# Copa Perú 1974
La Copa Perú 1974 iba a ser la edición número 8 en la historia de la competición que por primera vez se disputó únicamente hasta la Etapa Regional. Aunque no fue considerado una edición, por que sólo llegó a la etapa regional. 

## Etapa Regional 1974
Esta etapa se jugó entre finales de 1973 e inicios de 1974 con los campeones de las ligas de fútbol en los 23 departamentos del Perú existentes en esos años. Luego de su finalización se clasificó al equipo campeón de cada departamento del Perú (a excepción de Lima que clasificó dos clubes) al Reclasificatorio Regional 1974 donde enfrentaron a equipos provenientes del Campeonato Descentralizado 1973.
| Departamento  | Equipo                        | Ciudad           | Reclasificatorio    |
| ------------- | ----------------------------- | ---------------- | ------------------- |
| Amazonas      | Deportivo Hospital            | Chachapoyas      | Reclasificatorio 2  |
| Áncash        | Deportivo Sider Perú          | Chimbote         | Reclasificatorio 7  |
| Apurímac      | Miguel Grau                   | Abancay          | Reclasificatorio 9  |
| Arequipa      | FBC Piérola                   | Arequipa         | Reclasificatorio 9  |
| Ayacucho      | Deportivo Centenario          | Ayacucho         | Reclasificatorio 10 |
| Cajamarca     | UTC                           | Cajamarca        | Reclasificatorio 3  |
| Cusco         | Salesiano                     | Cusco            | Reclasificatorio 10 |
| Huancavelica  | Estudiantes Unidos            | Huancavelica     | Reclasificatorio 6  |
| Huánuco       | Juan Bielovucic               | Huánuco          | Reclasificatorio 5  |
| Ica           | Octavio Espinosa              | Ica              | Reclasificatorio 8  |
| Junín         | Deportivo Junín               | Huancayo         | Reclasificatorio 6  |
| La Libertad   | Carlos A. Mannucci            | Trujillo         | Reclasificatorio 3  |
| Lambayeque    | Cultural Pucalá               | Pucalá           | Reclasificatorio 2  |
| Lima          | Unión Huaral (1° Dep. 1973)   | Huaral           | Reclasificatorio 7  |
| Lima          | Walter Ormeño (2° Dep. 1973)  | Imperial         | Reclasificatorio 8  |
| Loreto        | Sport Loreto                  | Pucallpa         | Reclasificatorio 4  |
| Madre de Dios | Colegio Nacional Billinghurst | Puerto Maldonado | Reclasificatorio 12 |
| Moquegua      | Coishco (Unión Pesquero)      | Ilo              | Reclasificatorio 11 |
| Pasco         | Estudiantil Carrión           | Cerro de Pasco   | Reclasificatorio 5  |
| Piura         | Sport Blondell                | Talara           | Reclasificatorio 1  |
| Puno          | Alfonso Ugarte                | Puno             | Reclasificatorio 12 |
| San Martín    | Sargento Tejada               | Moyobamba        | Reclasificatorio 4  |
| Tacna         | Coronel Bolognesi             | Tacna            | Reclasificatorio 11 |
| Tumbes        | Husares de Junín              | Tumbes           | Reclasificatorio 1  |

## Región Metropolitana 1973
| Metropolitana | Equipo                      | Liga               | Reclasificatorio    |
| ------------- | --------------------------- | ------------------ | ------------------- |
| Callao        | Atlético Barrio Frigorífico | Callao             | Reclasificatorio 13 |
| Lima          | Deportivo Helvético         | San Isidro         | Reclasificatorio 13 |
| Lima          | Santiago Barranco           | Balnearios del Sur | Reclasificatorio 13 |
| Lima          | Deportivo Citsa             | Lima               | Reclasificatorio 13 |
| Lima          | Ciclista Lima               | Lima               | Reclasificatorio 13 |
| Lima          | Mariscal Sucre              | Lima               | Reclasificatorio 13 |
| Lima          | Sport Vitarte               | Ate-Vitarte        | Reclasificatorio 13 |
| Lima          | Deportivo Fabisa            | Puente Piedra      | Reclasificatorio 13 |

## Reclasificatorios 1974
Se dividió en 13 Regiones con los clubes de la Primera División del Campeonato Descentralizado 1973 que debían Revalidar la categoría, con clubes (Campeón y SubCampeón) de la Segunda División de 1973  y los Campeones Departamentales de la Copa Perú 1974.

## Reclasificatorio 1

### 1° Región Piura
| Pos | Equipo           | Viene de                      | Pts | Clasificación                              |
| --- | ---------------- | ----------------------------- | --- | ------------------------------------------ |
| 1.  | Atlético Grau    | 11° Descentralizado 1973 (1D) | 8   | Asciende a Campeonato Descentralizado 1974 |
| 2.  | Atlético Torino  | 16° Descentralizado 1973 (1D) | 6   | Va a Triangular de Permanencia             |
| 3.  | Sport Blondell   | Campeón Piura 1974            | 6   | Vuelven a su Liga de Origen                |
| 4.  | Húsares de Junín | Campeón Tumbes 1974           | 4   | Vuelven a su Liga de Origen                |

## Reclasificatorio 2

### 2° Región Lambayeque
| Pos | Equipo             | Viene de                      | Pts | Clasificación                              |
| --- | ------------------ | ----------------------------- | --- | ------------------------------------------ |
| 1.  | Unión Tumán        | 10° Descentralizado 1973 (1D) | 8   | Asciende a Campeonato Descentralizado 1974 |
| 2.  | Juan Aurich        | 14° Descentralizado 1973 (1D) | 7   | Va a Triangular de Permanencia             |
| 3.  | Cultural Pucalá    | Campeón Lambayeque 1974       | 5   | Vuelven a su Liga de Origen                |
| 4.  | Deportivo Hospital | Campeón Amazonas 1974         | 4   | Vuelven a su Liga de Origen                |

## Reclasificatorio 3

### 3° Región La Libertad y Cajamarca
| Pos | Equipo             | Viene de                 | Pts | Clasificación                              |
| --- | ------------------ | ------------------------ | --- | ------------------------------------------ |
| 1.  | Carlos A. Mannucci | Campeón La Libertad 1974 | 4   | Asciende a Campeonato Descentralizado 1974 |
| 2.  | UTC                | Campeón Cajamarca 1974   | 1   | Vuelve a su Liga de Origen                 |

## Reclasificatorio 4

### 4° Región Loreto
| Pos | Equipo          | Viene de                      | Pts | Clasificación                              |
| --- | --------------- | ----------------------------- | --- | ------------------------------------------ |
| 1.  | CNI             | 15° Descentralizado 1973 (1D) | 6   | Asciende a Campeonato Descentralizado 1974 |
| 2.  | Sport Loreto    | Campeón Loreto 1974           | 3   | Vuelven a su Liga de Origen                |
| 3.  | Sargento Tejada | Campeón San Martín 1974       | 0   | Vuelven a su Liga de Origen                |

## Reclasificatorio 5

### 5° Región Huánuco
| Pos | Equipo              | Viene de                      | Pts | Clasificación                              |
| --- | ------------------- | ----------------------------- | --- | ------------------------------------------ |
| 1.  | León de Huánuco     | 12° Descentralizado 1973 (1D) | 4   | Asciende a Campeonato Descentralizado 1974 |
| 2.  | Juan Bielovucic     | Campeón Huánuco 1974          | 1   | Vuelven a su Liga de Origen                |
| 3.  | Estudiantil Carrión | Campeón Pasco 1974            | 1   | Vuelven a su Liga de Origen                |

## Reclasificatorio 6

### 6° Región Junín
| Pos | Equipo             | Viene de                  | Pts | Clasificación                              |
| --- | ------------------ | ------------------------- | --- | ------------------------------------------ |
| 1.  | Deportivo Junín    | Campeón Junín 1974        | 4   | Asciende a Campeonato Descentralizado 1974 |
| 2.  | Estudiantes Unidos | Campeón Huancavelica 1974 | 1   | Vuelve a su Liga de Origen                 |

## Reclasificatorio 7

### 7° Región Lima Norte
| Pos | Equipo       | Viene de            | Pts | Clasificación                              |
| --- | ------------ | ------------------- | --- | ------------------------------------------ |
| 1.  | Unión Huaral | Campeón 2D 1973     | 6   | Asciende a Campeonato Descentralizado 1974 |
| 2.  | Sider Perú   | Campeón Áncash 1974 | 0   | Vuelve a su Liga de Origen                 |

## Reclasificatorio 8

### 8° Región Ica
| Pos | Equipo           | Viene de           | Pts | Clasificación                              |
| --- | ---------------- | ------------------ | --- | ------------------------------------------ |
| 1.  | Walter Ormeño    | Subcampeón 2D 1973 | 6   | Asciende a Campeonato Descentralizado 1974 |
| 2.  | Octavio Espinosa | Campeón Ica 1974   | 3   | Vuelve a su Liga de Origen                 |

Llave de Desempate: 
| Equipo 1      | Resultado | Equipo 2         |
| ------------- | --------- | ---------------- |
| Walter Ormeño | 1–0       | Octavio Espinosa |

## Reclasificatorio 9

### 9° Región Arequipa
| Pos | Equipo      | Viene de                     | Pts | Clasificación                              |
| --- | ----------- | ---------------------------- | --- | ------------------------------------------ |
| 1.  | FBC Piérola | Campeón Arequipa 1974        | 4   | Asciende a Campeonato Descentralizado 1974 |
| 2.  | FBC Melgar  | 3° Descentralizado 1973 (1D) | 4   | LLave por pase a Triangular de Permanencia |
| 3.  | Miguel Grau | Campeón Apurímac 1974        | 1   | Vuelve a su Liga de Origen                 |

Llave por pase a Triangular de Permanencia: 
| Equipo 1                | Resultado | Equipo 2                      |
| ----------------------- | --------- | ----------------------------- |
| FBC Melgar (3° 1D 1973) | 2–0       | Sportivo Huracán (8° 1D 1973) |

| Pos | Equipo           | Viene de                           | Pts | Clasificación                  |
| --- | ---------------- | ---------------------------------- | --- | ------------------------------ |
| 1.  | FBC Melgar       | SubCampeón Reclasificatorio 9 1974 | 2   | Va a Triangular de Permanencia |
| 2.  | Sportivo Huracán | 8° Descentralizado 1973 (1D)       | 0   | Vuelve a su Liga de Origen     |

## Reclasificatorio 10

### 10° Región Cusco y Ayacucho
| Pos | Equipo               | Viene de                     | Pts | Clasificación                              |
| --- | -------------------- | ---------------------------- | --- | ------------------------------------------ |
| 1.  | Cienciano            | 9° Descentralizado 1973 (1D) | 6   | Asciende a Campeonato Descentralizado 1974 |
| 2.  | Salesiano            | Campeón Cusco 1974           | 3   | Vuelven a su Liga de Origen                |
| 3.  | Deportivo Centenario | Campeón Ayacucho 1974        | 3   | Vuelven a su Liga de Origen                |

## Reclasificatorio 11

### 11° Región Tacna
| Pos | Equipo            | Viene de              | Pts | Clasificación                              |
| --- | ----------------- | --------------------- | --- | ------------------------------------------ |
| 1.  | Unión Pesquero    | Campeón Moquegua 1974 | 6   | Asciende a Campeonato Descentralizado 1974 |
| 2.  | Coronel Bolognesi | Campeón Tacna 1974    | 3   | Vuelve a su Liga de Origen                 |

## Reclasificatorio 12

### 12° Región Puno y Madre de Dios
| Pos | Equipo                        | Viene de                   | Pts | Clasificación                              |
| --- | ----------------------------- | -------------------------- | --- | ------------------------------------------ |
| 1.  | Alfonso Ugarte                | Campeón Puno 1974          | 6   | Asciende a Campeonato Descentralizado 1974 |
| 2.  | Colegio Guillermo Billingurst | Campeón Madre de Dios 1974 | 0   | Vuelve a su Liga de Origen                 |

## Reclasificatorio 13

### 13° Región Metropolitana
Región Metropolitana
| Pos | Equipo                      | Viene de                      | Pts | Clasificación                              |
| --- | --------------------------- | ----------------------------- | --- | ------------------------------------------ |
| 1.  | Atlético Barrio Frigorífico | Liguilla de Ascenso a 2D 1973 | 14  | Asciende a Campeonato Descentralizado 1974 |
| 2.  | Deportivo Helvético         | Liguilla de Ascenso a 2D 1973 | 12  | Va a Revalidación Metropolitana            |
| 3.  | Santiago Barranco           | Liguilla de Ascenso a 2D 1973 | 11  | Vuelven a su Liga de Origen                |
| 4.  | Deportivo Citsa             | Liguilla de Ascenso a 2D 1973 | 10  | Vuelven a su Liga de Origen                |
| 5.  | Ciclista Lima               | Liguilla de Ascenso a 2D 1973 | 10  | Vuelven a su Liga de Origen                |
| 6.  | Mariscal Sucre              | Liguilla de Ascenso a 2D 1973 | 6   | Vuelven a su Liga de Origen                |
| 7.  | Sport Vitarte               | Liguilla de Ascenso a 2D 1973 | 5   | Vuelven a su Liga de Origen                |
| 8.  | Deportivo Fabisa            | Liguilla de Ascenso a 2D 1973 | 4   | Vuelven a su Liga de Origen                |

### Revalidación Metropolitana
| Equipo 1   | Agr. | Equipo 2            | Ida | Vuelta |
| ---------- | ---- | ------------------- | --- | ------ |
| Sport Boys | 6–3  | Deportivo Helvético | 3–1 | 3–2    |

| Pos. | Equipos             | Viene de                                 | PJ | PG | PE | PP | GF | GC | Dif. | Pts | Clasificación                              |
| ---- | ------------------- | ---------------------------------------- | -- | -- | -- | -- | -- | -- | ---- | --- | ------------------------------------------ |
| 1    | Sport Boys          | 13° Descentralizado 1973 (1D)            | 2  | 2  | 0  | 0  | 6  | 3  | +3   | 6   | Asciende a Campeonato Descentralizado 1974 |
| 2    | Deportivo Helvético | Subcampeón Liguilla de Ascenso a 2D 1973 | 2  | 0  | 0  | 2  | 3  | 6  | -3   | 0   | Vuelve a su Liga de Origen                 |

## Reclasificatorio Triangular de Permanencia

### Triangular de Permanencia
| Pos | Equipo          | Viene de                           | Pts | Clasificación                              |
| --- | --------------- | ---------------------------------- | --- | ------------------------------------------ |
| 1.  | Juan Aurich     | SubCampeón Reclasificatorio 2 1974 | 6   | Asciende a Campeonato Descentralizado 1974 |
| 2.  | FBC Melgar      | SubCampeón Reclasificatorio 9 1974 | 6   | Asciende a Campeonato Descentralizado 1974 |
| 3.  | Atlético Torino | SubCampeón Reclasificatorio 1 1974 | 3   | Vuelve a su Liga de Origen                 |

|  | Clasificado al Descentralizado 1974. |
|  | Eliminado.                           |

## Resumen 1974
Los equipos Campeones de cada uno de los 13 grupos de los Reclasificatorios 1974, junto con el Ganador de la Revalidación Metropolitana y los 2 Mejores del Triangular de Permanencia, todos ellos Ascienden al Campeonato Descentralizado 1974. Aumentando así de 18 a 22 equipos.

### Equipos Clasificados
| Núm. | Equipo                      | Proviene de                      | Jugó en                                   | Clasificación | Clasificación                   |
| ---- | --------------------------- | -------------------------------- | ----------------------------------------- | ------------- | ------------------------------- |
| 1.   | Atlético Grau               | 11° Descentralizado 1973 (1D)    | 1° Reclasificatorio 1                     | Permanece en  | Campeonato Descentralizado 1974 |
| 2.   | Unión Tumán                 | 10° Descentralizado 1973 (1D)    | 1° Reclasificatorio 2                     | Permanece en  | Campeonato Descentralizado 1974 |
| 3.   | Carlos A. Mannucci          | Campeón La Libertad 1974         | 1° Reclasificatorio 3                     | Asciende a    | Campeonato Descentralizado 1974 |
| 4.   | CNI                         | 15° Descentralizado 1973 (1D)    | 1° Reclasificatorio 4                     | Permanece en  | Campeonato Descentralizado 1974 |
| 5.   | León de Huánuco             | 12° Descentralizado 1973 (1D)    | 1° Reclasificatorio 5                     | Permanece en  | Campeonato Descentralizado 1974 |
| 6.   | Deportivo Junín             | Campeón Junín 1974               | 1° Reclasificatorio 6                     | Asciende a    | Campeonato Descentralizado 1974 |
| 7.   | Unión Huaral                | Campeón 2D 1973                  | 1° Reclasificatorio 7                     | Asciende a    | Campeonato Descentralizado 1974 |
| 8.   | Walter Ormeño               | Subcampeón 2D 1973               | 1° Reclasificatorio 8                     | Asciende a    | Campeonato Descentralizado 1974 |
| 9.   | FBC Piérola                 | Campeón Arequipa 1974            | 1° Reclasificatorio 9                     | Asciende a    | Campeonato Descentralizado 1974 |
| 10.  | Cienciano                   | 9° Descentralizado 1973 (1D)     | 1° Reclasificatorio 10                    | Permanece en  | Campeonato Descentralizado 1974 |
| 11.  | Unión Pesquero              | Campeón Moquegua 1974            | 1° Reclasificatorio 11                    | Asciende a    | Campeonato Descentralizado 1974 |
| 12.  | Alfonso Ugarte              | Campeón Puno 1974                | 1° Reclasificatorio 12                    | Asciende a    | Campeonato Descentralizado 1974 |
| 13.  | Atlético Barrio Frigorífico | 1° Liguilla de Ascenso a 2D 1973 | 1° Reclasificatorio 13                    | Asciende a    | Campeonato Descentralizado 1974 |
| 14.  | Sport Boys                  | 13° Descentralizado 1973 (1D)    | Ganador Revalidación Metropolitana (R13)  | Permanece en  | Campeonato Descentralizado 1974 |
| 15.  | Juan Aurich                 | 14° Descentralizado 1973 (1D)    | Campeón Triangular de Permanencia 1974    | Permanece en  | Campeonato Descentralizado 1974 |
| 16.  | FBC Melgar                  | 3° Descentralizado 1973 (1D)     | SubCampeón Triangular de Permanencia 1974 | Permanece en  | Campeonato Descentralizado 1974 |

|  | Permanecen de Campeonato Descentralizado 1973 al Campeonato Descentralizado 1974.                                               |
|  | Ascienden de Reclasificatorios Regionales 1974 (Copa Perú 1974 y Región Metropolitana 1973) al Campeonato Descentralizado 1974. |